# 3421 Yangchenning
3421 Yangchenning (1975 WK1) là một tiểu hành tinh vành đai chính được phát hiện ngày 16 tháng 11 năm 1975 bởi Đài thiên văn Tử Kim Sơn ở Nanking.